# Sam Myers
Samuel Joseph Myers (Laurel (Mississippi), 19 februari 1936 – Dallas (Texas), 17 juli 2006) was een Amerikaanse blueszanger en -muzikant (drums, mondharmonica) en songwriter. Hij begeleidde tientallen opnamen van bluesartiesten gedurende meer dan vijf decennia. Hij begon zijn carrière als drummer voor Elmore James, maar was vooral bekend als blueszanger en bluesharpspeler. Bijna twee decennia lang was hij de vaste zanger van Anson Funderburgh & the Rockets.

## Biografie
Myers werd geboren in Laurel, Mississippi. Hij kreeg juveniele cataract op 7-jarige leeftijd en bleef ondanks corrigerende chirurgie de rest van zijn leven blind. Hij kon vormen en schaduwen onderscheiden, maar kon helemaal geen tekst lezen en leerde braille. Als schooljongen in Jackson (Mississippi) kreeg hij interesse in muziek en werd zo bekwaam in het spelen van trompet en drums, dat hij een niet-gegradueerde beurs ontving van het American Conservatory of Music (voorheen de American Conservatory School of Music) in Chicago. Myers ging overdag naar school en bezocht 's nachts de nachtclubs van de South Side.
Daar ontmoette hij Jimmy Rogers, Muddy Waters, Howling Wolf, Little Walter, Hound Dog Taylor, Robert Lockwood jr. en Elmore James. Myers speelde vanaf 1952 tot James' dood in 1963 vrij regelmatig met Elmore James en wordt vermeld op veel van James' historische opnamen voor Chess Records. In 1956 schreef en nam Myers zijn beroemdste single Sleeping in the Ground op, een nummer dat werd gecoverd door Blind Faith, Eric Clapton, Robert Cray en vele andere bluesartiesten. Het was ook te horen in Bob Dylans show Theme Time Radio Hour op Sleep.
Van het begin van de jaren 1960 tot 1986 werkte Myers in clubs in en rond Jackson en in het zuiden in de (voorheen) raciaal gescheiden reeks locaties die bekend staat als het Chitlin' Circuit. Hij toerde ook de wereld rond met Sylvia Embry en de Mississippi All-Stars Blues Band. In 1986 ontmoette Myers Anson Funderburgh uit Plano (Texas) en sloot zich aan bij diens band The Rockets. Myers toerde met The Rockets de hele Verenigde Staten en de hele wereld rond en genoot van een partnerschap dat stand hield tot het moment van zijn overlijden op 17 juli 2006 in Dallas, Texas, ten gevolge van complicaties van een operatie voor keelkanker. Vlak voordat Myers overleed, toerde hij als soloartiest in Zweden, Noorwegen en Denemarken met de Zweedse band Bloosblasters.

## Erfenis
Datzelfde jaar publiceerde de University Press of Mississippi de autobiografie van Myers, Sam Myers: The Blues is My Story. De schrijver Jeff Horton, wiens werk in Blues Revue en Southwest Blues is verschenen, schreef de geschiedenis van Myers en verdiepte zich in zijn herinneringen aan het leven onderweg.

## Awards
Myers and the Rockets hebben gezamenlijk negen W.C. Handy Awards gewonnen, waaronder drie prijzen in de categorie «Band of the Year» en de prijs voor «Best Traditional Album of the Year»  in 2004. In 2005 werd Myers' album Coming from the Old School genomineerd in de categorie «Traditional Blues Album of the Year». In januari 2000 werd Myers opgenomen in de Farish Street Walk of Fame in Jackson (Mississippi), een eer die hij deelt met Dorothy Moore en Sonny Boy Williamson II. In 2006, slechts enkele maanden voordat Myers overleed, overhandigde de gouverneur van Mississippi hem de Governor's Award for Excellence in the Arts, en hij werd door de Mississippi Arts Commission benoemd tot Blues Ambassador van de staat.

## Overlijden
Sam Myers overleed in juli 2006 op 70-jarige leeftijd.
- Gemeinsame Normdatei: 135050073
- International Standard Name Identifier: 0000 0000 5549 3595
- Library of Congress Control Number: n85160649
- MusicBrainz: 7d1829ee-5305-4662-9bc9-216953bb5e7d
- Nationale Bibliotheek van Israël: 987007369605505171
- Virtual International Authority File: 1447141
- WorldCat: E39PBJxmKDy68jKmBGfHjM4Qbd